# Леонард Беттс
«Леонард Беттс» (англ. «Leonard Betts») — 12-й эпизод 4-го сезона сериала «Секретные материалы», главные герои которого — агенты ФБР Фокс Малдер (Дэвид Духовны) и Дана Скалли (Джиллиан Андерсон) — расследуют сложно поддающиеся научному объяснению преступления, называемые Секретными материалами.
В данном эпизоде Малдер и Скалли расследуют таинственное исчезновение из морга тела Леонарда Беттса — медбрата выездной бригады «Скорой помощи», обезглавленного в результате автокатастрофы. При анализе тканей головы выясняется, что все её клетки — раковые, а сам Беттс — является мутантом, способным восстанавливать утраченные части тела, и которому раковые опухоли нужны для поддержания жизненных сил. Хотя эпизод принадлежит к типу «монстр недели» и не связан с основной «мифологией» «Секретных материалов», заданной в первой серии, «Леонард Беттс» стал важной вехой для сериала, так как в нём зрителю открылось, что Скалли больна раком. Эта сюжетная линия эксплуатировалась до конца четвёртого сезона, а также заняла значительную часть пятого сезона.
Премьера «Леонарда Беттса» состоялась 27 января 1997 года на телеканале FOX сразу после Супербоула, что сделало данный эпизод самым рейтинговым за всю историю сериала. В США серия получила рейтинг домохозяйств Нильсена, равный 17,2, который означает, что в день выхода серию посмотрели 29,1 миллиона человек.

## Сюжет
В Питтсбурге, штат Пенсильвания, медбрат Леонард Беттс лишается головы в результате столкновения машины «Скорой помощи» с грузовиком. Позднее тело Беттса уходит из морга, выбив дверь холодильной камеры ногами и оглушив ночного сторожа. Малдер и Скалли находят голову Беттса среди медицинских отходов. Скалли решает сделать вскрытие головы, но та открывает рот и глаза. Малдер отправляется в квартиру Беттса, где находит скомканную окровавленную одежду ночного сторожа. Когда агент уходит, из наполненной йодом ванной поднимается Беттс, у которого отросла голова.
Малдер оправшивает бывшую напарницу Беттса, Мишель Уилкс, которая говорит, что Беттс был нелюдим, но обладал феноменальной способностью распознавать больных раком. После полимеризации головы Беттса агенты делают срез и обнаруживают, что передняя часть мозга Беттса поражена раком сверх любых вообразимых пределов. Старый знакомый Малдера, доктор Чак Беркс фотографирует ауру среза головы Беттса, согласно которой Беттс — жив.
По отпечаткам пальцев Беттса Скалли выясняет, что они принадлежат человеку по имени Альберт Таннер. Агенты направляются в дом матери Таннера, которая говорит им, что её сын погиб в аварии шесть лет назад. Тем временем Мишель Уилкс находит Беттса, работающим медбратом в другой больнице, но тот вкалывает ей смертельную дозу калиевой соли. На месте преступления Беттса обнаруживает охранник больницы, который после погони приковывает Беттса наручниками к машине и уходит за подмогой, после чего Беттс освобождается от наручников, оторвав себе большой палец руки. На следующее утро агенты находят в машине Беттса портативный холодильник, где хранятся удалённые раковые опухоли. Малдер предполагает, что опухоли нужны Беттсу для поддержания жизни.
Выяснив, что машина Беттса зарегистрирована на Илейн Таннер, агенты обыскивают её дом. Таннер говорит им, что её сын всегда «был другим» и если он кого-то убил, то «у него была веская причина». Беттс в это время убивает посетителя бара, чтобы удалить у того поражённое раком лёгкое. Находясь на складе хранения бытовых вещей, Беттс избавляется от своего старого тела, вырастив новое. Когда Беттс пытается скрыться от агентов, его машина взрывается, а он, казалось, погибает. Скалли предполагает, что Таннер инсценировал свою смерть, но после эксгумации его могилы выясняется, что тело Таннера находится в гробу. Малдер же считает, что Беттс может восстанавливать не только части своего тела, но и всё тело целиком.
По настоянию матери Беттс удаляет из её тела раковую опухоль, перед тем как вызвать «Скорую». Агенты, следившие за домом Таннер, встречают санитаров. Скалли отправляется в больницу с Илейн, но по прибытии понимает, что Беттс прячется на крыше «Скорой». Беттс нападает на Скалли, спокойным, извиняющимся голосом говоря ей, что у неё «есть то, что ему нужно». Шокированная Скалли понимает, что у неё — рак. После борьбы с Беттсом Скалли убивает мутанта, пустив разряд дефибриллятора ему в голову, но остаётся потрясённой от мысли о болезни. Позднее Скалли просыпается посреди ночи у себя дома, обнаружив, что у неё из носа идёт кровь.

## Производство

### Сценарий

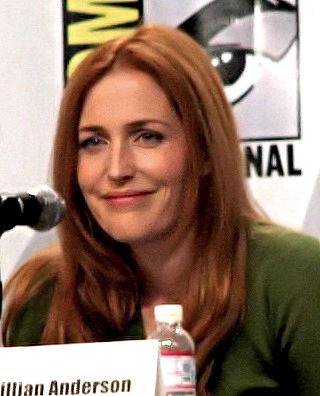
В эпизоде выясняется, что Дана Скалли, основной персонаж сериала в исполнении Джиллиан Андерсон (на илл.), больна раком.

Авторами сценария «Леонарда Беттса» выступили Винс Гиллиган, Джон Шибан и Фрэнк Спотниц. Согласно последнему, сценарий не был «особенно хорошо воспринят», но для него лично — стал впоследствии одним из любимых эпизодов сериала.
Изначально планировалось, что «Леонард Беттс» выйдет после эпизода «Больше никогда», но коррективы внёс график трансляций. Как объяснил Винс Гиллиган: «[создатель сериала Крис Картер] хотел привлечь новых зрителей, которые никогда не видели [сериал], и мы знали, что лучшим способом это сделать, будет самостоятельный эпизод с историей о жутком монстре». В итоге, даты эфиров «Больше никогда» и «Леонарда Беттса» были поменяны местами, чтобы премьера второго состоялась после «Супербоула» — самого популярного в США спортивного состязания.
В связи с этой переменой, в эпизоде «Больше никогда» Скалли не выглядит, как женщина, недавно узнавшая о том, что у неё рак. Джиллиан Андерсон позже сказала, что если бы знала о такой перетасовке эпизодов заранее, то в «Больше никогда» играла бы совершенно по-другому.

### Подбор актёров и съёмки
Роль Леонарда Беттса исполнил актёр Пол Маккрейн, от которого режиссёр Ким Мэннерс особенно требовал «эмоциональной убедительности» в изображении персонажа. Позже Мэннерс объяснил: «Я обнаружил, что если взять [что-то] абсурдное и основать это на человеческих эмоциях, аудитория купится на это так, как будто это на самом деле существует».
Для создания необходимого образа Маккрейну потребовалось проводить немало времени в гримёрном кресле, а многие сцены требовали значительных физических усилий. В сцене вскрытия головы Беттса Маккрейну требовалось сидеть, не шелохнувшись, просунув голову сквозь отверстие в столе, тогда как во время съёмок сцены в ванной актёру было необходимо лежать без движения под водой на протяжении нескольких минут, чтобы не допустить колебаний поверхности.
При создании кадра, где новый Беттс вылезает изо рта старого Беттса, мастер по спецэффектам, Тоби Линдала, использовал монтажную перебивку, в которой чередовались изображения Маккрейна и куклы-двойника. Для пущей правдоподобности у куклы функционировали рот и глаза. Линдала и его напарник Лаверн Бэшэм были номинированы на «Эмми» в категории «Лучший грим».

## Эфир и реакция
«Леонард Беттс» вышел в эфир на канале Fox 26 января 1997 года сразу после трансляции Супербоула — финала чемпионата НФЛ. По шкале Нильсена эпизод получил рейтинг 17,2 с 29-процентной долей, это означает, что 17,2 процента от всех телевизоров в стране были включены в тот вечер, и 29 процентов из этого числа были настроены на премьеру эпизода. Общее количество людей, смотревших эпизод, оценивается в 29,1 миллиона человек, что сделало данный эпизод самым рейтинговым за всю историю сериала.
От критиков эпизод получил преимущественно положительные отзывы. «The A.V. Club» присвоил серии «А» (высший балл) с заключением, что эпизод «стоит того, чтобы его запомнили […] В эпизоде очень мало неработающего. „Леонард Беттс“ — не лучший эпизод „Секретных материалов“, но он является признаком того, что сериал вступает в один из своих лучших периодов, и делает это уверенно и ярко, что демонстрировал далеко не всегда». Многие критики отмечали смелость сценаристов, решившихся вывести на экран страшного персонажа после Супербоула. В статье для «Den of Geek» Джон Мур, включивший Беттса в десятку лучших «плохишей» сериала, написал: «У Fox был Супербоул, Супербоул проходит в воскресенье, Fox решает пустить в эфир шоу в прайм-тайм после большой игры… […] И что, они мягко нажали на педаль, чтобы привлечь больше зрителей? Э-э… нет. Вместо этого они решили показать питающуюся раком живую опухоль, способную повторно наращивать конечности, как [ей] заблагорассудится. Вот поэтому я люблю „Секретные материалы“». Журналист «PopMatters», Конни Оугл, включила Беттса в число лучших «монстров недели», написав, что «отращивание собственной головы заново после обезглавливания — это трюк, который вылился в эпизод с лучшим рейтингом [за историю сериала]».
Обозреватель журнала Cinefantastique, Пола Витарис, присудила эпизоду три звезды из возможных четырёх. Витарис похвалила сочетание юмора и ужасов, отметив: «Хотя „Леонард Беттс“ — это не комедия, трое сценаристов с таким удовольствием подошли к делу, что ты веришь показанному. В сценарии много ситуационного (и страшного) юмора». Сцену разговора Малдера и Скалли после того как Скалли узнаёт, что у неё — рак, Витарис назвал «одной из лучших сцен сезона». Роберт Ширман и Ларс Пирсон в книге «Wanting to Believe: A Critical Guide to The X-Files, Millennium & The Lone Gunmen» оценили эпизод на четыре звезды из возможных пяти, отметив «дружелюбный характер сюжета, который делает заключительные сцены похожими на удар ногой по зубам».